# بارون‌ها
بارون‌ها (فرانسوی: Les barons‎) یک فیلم کمدی بلژیکی است که در سال ۲۰۰۹ منتشر شد. این فیلم نخستین بار در جشنواره بین‌المللی فیلم فرانکوفون نامور به نمایش درآمد و نامزد دریافت ۶ جایزه ماگریت شد.

## بازیگران
- نادر بوساندل
- مراد زکندی
- منیر آیت حمو
- آمل شهبی
- ژان دوکله
- محمد فلاق
- ویرژینی افیرا
- صلاح‌الدین بن موسی